# Cunha Porã
Cunha Porã är en kommun i Brasilien.   Den ligger i delstaten Santa Catarina, i den södra delen av landet, 1 300 km söder om huvudstaden Brasília. Antalet invånare är 10 613.
Omgivningarna runt Cunha Porã är en mosaik av jordbruksmark och naturlig växtlighet. Runt Cunha Porã är det ganska glesbefolkat, med 39 invånare per kvadratkilometer.